# Tourisme noir

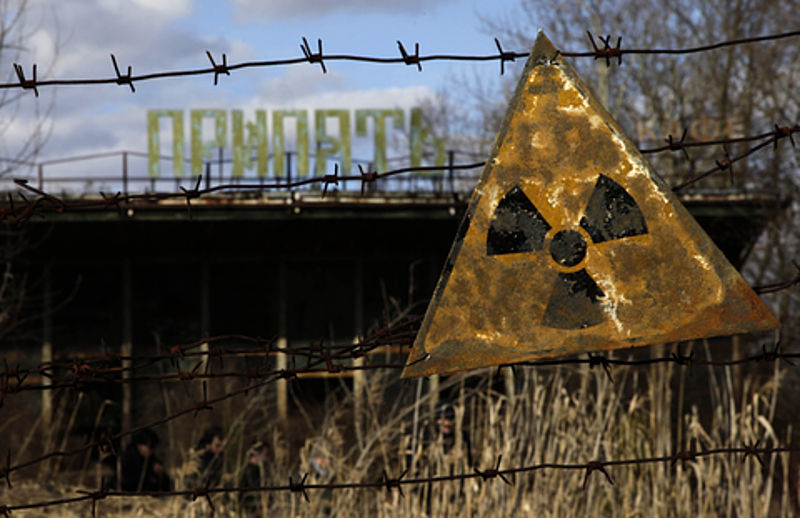
Panneau indiquant de la radioactivité devant un café à Prypiat (centrale nucléaire de Tchernobyl), en Ukraine.

Le tourisme noir, appelé aussi tourisme sombre, tourisme morbide, tourisme macabre, thanatourisme ou nécrotourisme, est une forme controversée de tourisme qui consiste à organiser la visite de lieux étroitement associés à la mort, à la souffrance ou à des catastrophes (par ce fait, on parle également de tourisme de catastrophe (en)).
Généralement lié à l'histoire locale du pays, il peut s'agir d'aller visiter les vestiges d'une catastrophe naturelle ou d'origine humaine, un camp de concentration, un mémorial (voir tourisme de mémoire) ou les lieux d'un tragique fait divers.

## Définition
Le concept de « tourisme noir » est apparu en 1996, dans une revue de sciences sociales, à propos de circuits touristiques associés à la vie et à la mort de John Fitzgerald Kennedy, dans un article intitulé JFK and dark tourism : a fascination with assassination,,. 
Dans les vingt ans qui suivent, de nombreuses publications s'emparent du sujet : la visite touristique de sites macabres ou tragiques, lieux de catastrophes ou d'atrocités. Les médias répercutent ces notions dans le grand public,, ce qui crée un phénomène de marchandisation par offre et demande, et attire l'attention de la médecine du voyage.
Pour désigner les dérives voyeuristes et « culturellement dissonnantes » de ce tourisme (à partir de l'exemple de La Nouvelle-Orléans ravagée par l'ouragan Katrina), Julie Hernandez parle de « tourisme macabre ») d'autres évoquent aussi un « tourisme-réalité » comme le  tourisme des bas-quartiers et bidonvilles, ou les crémations publiques de Bali.
Le tourisme noir est aussi vu comme un « vieux concept dans un monde nouveau », la contemplation de la mort étant une constante dans l'histoire humaine. Le tourisme noir serait une modernisation de la forme la plus ancienne de tourisme (pèlerinage). Dès lors, le tourisme noir ne serait pas tant lié au site lui-même, mais plutôt à la perception et aux motivations du touriste (un site peut être ressenti comme plus ou moins noir selon la sensibilité et l'histoire culturelle du touriste). Il y aurait alors un continuum du tourisme noir allant du plus sombre au plus clair, selon les caractéristiques du site, et selon les motivations et les émotions des voyageurs.
Quant à la dimension éthique ou morale s'ajoutent des risques juridiques ou sanitaires, on parle parfois de « tourisme extrême », concept qui évoque toutes les pratiques habituellement jugées antagonistes avec les motivations du tourisme classique.
Historiquement, le tourisme noir n'est pas un fait récent. Ainsi, le Guide Michelin proposait dès 1917 la visite des champs de bataille de la Première Guerre mondiale, avant même la fin totale des combats. Trente-et-un guides pratiques sont édités, proposant une forme de "tourisme patriotique".  
Le tourisme noir est parfois distingué de l'exploration urbaine (Urbex), consistant à explorer des zones abandonnées, parfois la nuit, ou plus généralement des lieux sinistres, avec des termes associés à la peur ou à la découverte. L'Urbex est en effet plutôt enclin à la découverte de lieux insolites anciens, tandis que le tourisme noir s'exerce dans des lieux tragiques toujours actuels.
Il existe cependant des cas intermédiaires comme la visite de catacombes, de cimetières, d'anciennes prisons ou de lieux hantés.

## Formes de tourisme noir
En 2006, une classification des différents types de tourisme noir est proposée. Cette typologie recouvre un large spectre allant du plus clair au plus sombre. Le plus sombre serait représenté par les sites de mort et de souffrances des temps modernes, de lourde signification émotionnelle, symbolique, idéologique ou politique, très présente dans la conscience collective. Le plus clair, serait les sites historiques les plus anciens qui font l'objet d'une curiosité culturelle à faible charge émotionnelle, ou les attractions de divertissement, (par exemple, reconstitution de combats de gladiateurs). 

### Génocides et terrorisme

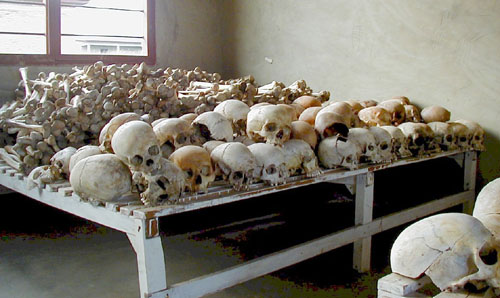
Génocide au Rwanda.

Les lieux liés à des massacres, des crimes contre l'humanité, comme les camps de concentration et d'extermination nazis de la Seconde Guerre mondiale (par exemple celui d'Auschwitz-Birkenau en Pologne, visité tous les ans par un million de visiteurs, les ruines du village-martyr français d'Oradour-sur-Glane, dont la population a été assassinée par la Waffen SS le 10 juin 1944, et son centre de mémoire, ou encore le Murambi Genocide Memorial Centre, relatif au génocide des Tutsi au Rwanda.
Les zones d'actes terroristes de grande ampleur sont d'abord l'objet d'une sorte de pèlerinage (hommage floral, bougies allumées, offrandes personnelles...) de la part de personnes n'ayant pas de liens proches avec les victimes. Avec le temps, ce pèlerinage se transforme en zone commerciale touristique tels Ground zero sur le site du World Trade Center à New York, site des attentats du 11 septembre 2001,.

### Guerres et catastrophes

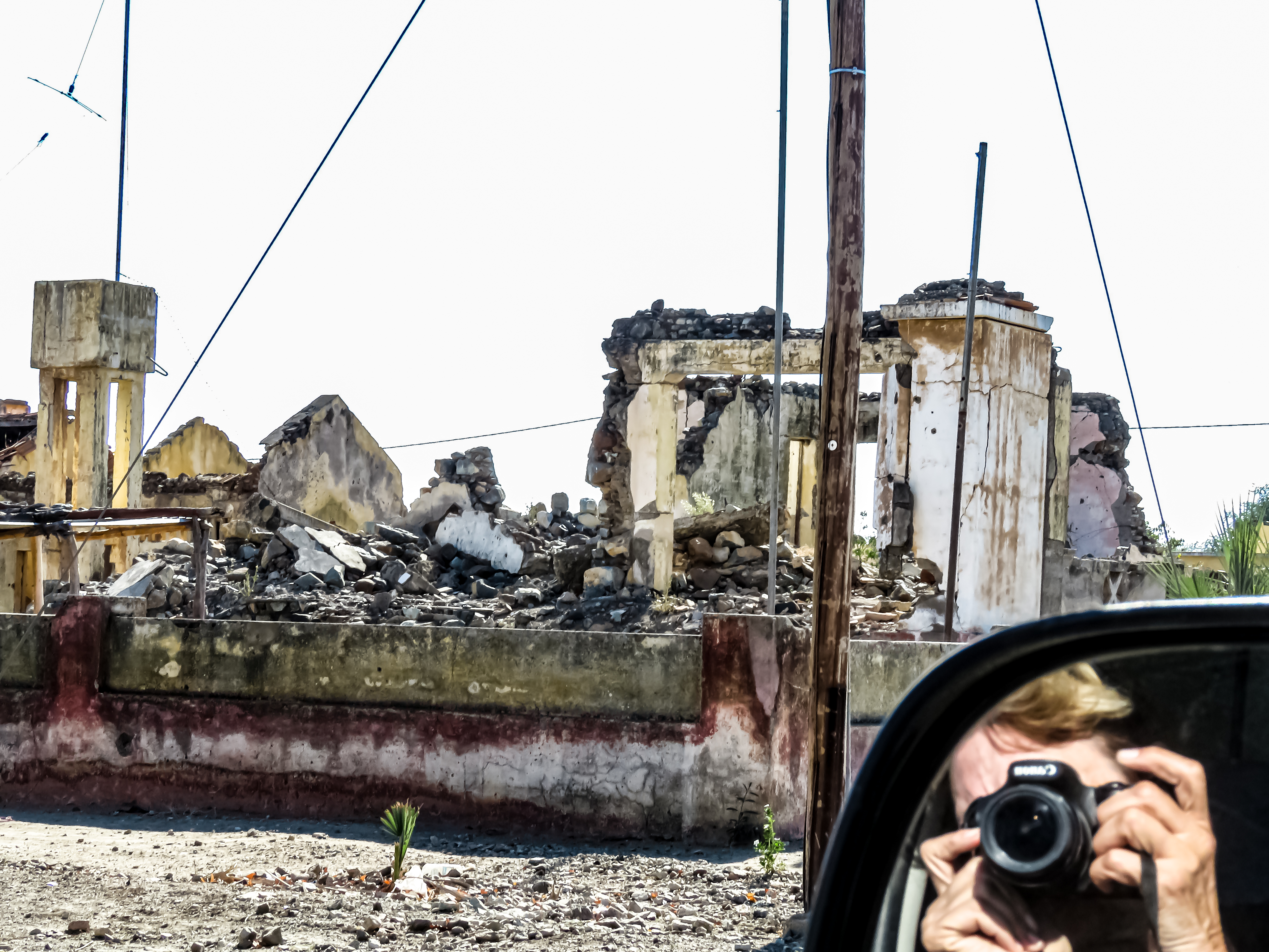
Tourisme à Ondjiva (Angola).

Les lieux liés à la guerre : parmi les plus connus, le site de Verdun et de Guadalcanal, les sites d'Hiroshima et Nagasaki. Les batailles de la guerre de Sécession  et celles des guerres napoléoniennes peuvent faire l'objet de reconstitutions (divertissement-spectacle). Le champ de bataille de Waterloo est le plus visité en Europe.
Les zones dangereuses peuvent attirer des touristes (conflits armés en cours), comme le favela tourism ou tourisme des bidonvilles au Brésil. 
Les lieux associés à des catastrophes industrielles et technologiques, notamment liées à l'industrie nucléaire, comme la ville de Prypiat, en Ukraine, abandonnée après la catastrophe de Tchernobyl.
Les lieux particulièrement touchés par des catastrophes naturelles spectaculaires, ayant engendré de lourdes pertes humaines, comme en Indonésie, les flancs du Merapi après son éruption de 2010 et le volcan de boue de Sidoarjo. L'exemple classique le plus célèbre est la destruction de Pompéi.

### Repentance mémorielle
Les lieux liés au commerce triangulaire : musées des anciens ports négriers (comme le Musée international de l'esclavage à Liverpool), sites d'incarcération ou d'embarquement (comme l'île de Gorée au Sénégal), lieux de destination (sites d'anciennes plantations américaines).
Les lieux où se sont déroulés des épisodes historiques souvent vecteurs de remords, voire de honte dans l'histoire du pays, comme le lieu historique national du Canada de la Grosse Île, lieu d'internement et de quarantaine de migrants, irlandais notamment, ou des épisodes évocateurs d'échecs et de désillusions, comme les villes fantômes abandonnées après une déconvenue minière.

### Morts célèbres et tragédies

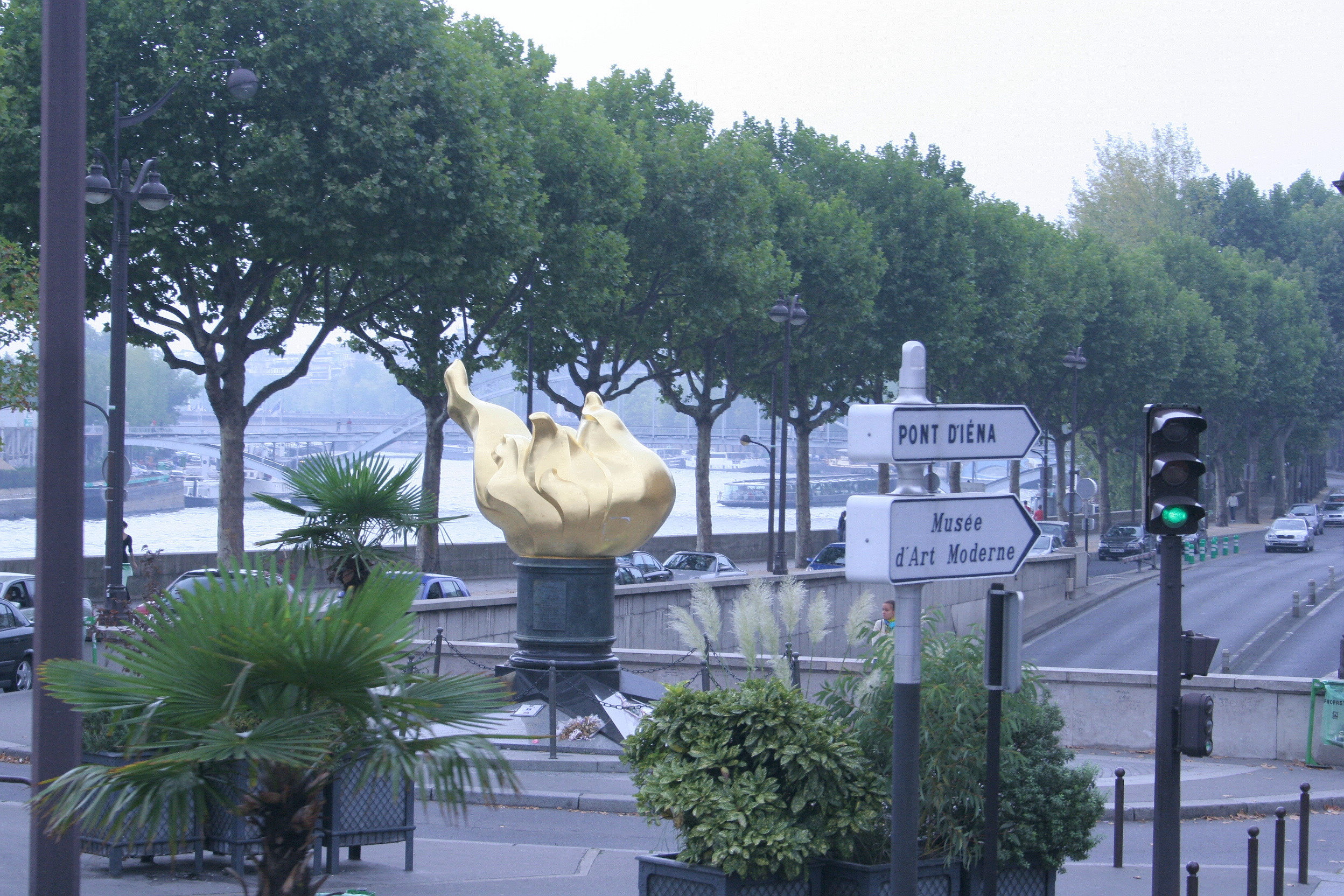
Flamme de la Liberté, transformée en mémorial de la princesse Diana, à Paris, près du lieu de son accident.

Les cimetières, pour leurs morts célèbres, leur valeur artistique (mausolées, sculptures) ou symbolique, leur atmosphère paisible ou méditative. Les plus célèbres dans le monde sont le cimetière du Père Lachaise et le cimetière d'Arlington.  Il en est de même pour les anciennes prisons historiques, comme Alcatraz et le Chateau d'If.
Les lieux où se sont déroulés des faits divers médiatisés, atypiques pour des raisons diverses. Il peut s'agir de lieux de naufrages, comme avec l'épave du Costa Concordia, de lieux d'accidents (mort de James Dean, de la princesse Diana),  de meurtres (« maison du crime » ou « maison du criminel »). Aux États-Unis, ces maisons sont souvent détruites pour éviter d'attirer les masses de curieux.
La mort de célébrités en chambre d'hôtel peut constituer une attraction recherchée, avec surfacturation pour l'occuper, comme la chambre 16 de l'Hôtel d'Alsace (mort d'Oscar Wilde). Inversement, pour Whitney Houston, la chambre 434 du Beverley Hilton n'est pas en location, pour éviter précisément d'en faire une attraction.

## Critiques
Tout nouvel évènement tragique, en tout point du monde, du fait de son retentissement par les médias modernes, peut devenir destination potentielle. L'expression Dark tourism s'est étendue à des destinations de voyages toujours plus nombreuses. Aussi le tourisme noir ou sombre a été critiqué comme mal conceptualisé, vaguement défini, et théoriquement fragile : « il simplifie à l’excès un phénomène complexe aux multiples facettes multidimensionnelles »,.
Le tourisme noir serait devenu une étiquette superficielle, plus gênante qu'utile pour des analyses approfondies. Il existe aussi un risque permanent de confusion avec le tourisme patrimonial (tourisme culturel, tourisme de mémoire…) où les gens peuvent visiter pour des raisons culturelles ou personnelles et non pour le gore : comme visiter les pyramides d'Égypte, participer au Jour des morts (Mexique), ou se rendre sur la tombe de ses parents dans une autre ville.
Le tourisme sombre contraste avec les vacances légères (plage, soleil et plaisir) : l'attirance pour des actes sombres (atrocités, meurtres) conduirait à des résultats sombres (émotions et expériences négatives). Mais s'il existe bien une association métaphorique entre la lumière et le bien, entre l'obscurité et le mal, le concept d'obscurité est ici socialement construit et eurocentrique. L'expression Dark tourism, est d'autant moins pertinente et difficile à traduire que l'on s'éloigne d'une culture anglophone, jusqu'à être totalement incompréhensible dans une culture asiatique.

## Documentaires
Le 20 juillet 2018, Netflix diffuse la série "Dark Tourist", présentée par le journaliste David Ferrier, qui se rend dans des lieux associés à des catastrophes, la mort ou de la souffrance. La série compte une saison de 8 épisodes d'environ 40 minutes.